# Собор Святого Николая (Фамагуста)
Собор Святого Николая (ныне Мечеть Лала Мустафы-паши) — главный средневековый храм города Фамагуста на восточном берегу Кипра.
Построен в XIV веке по образцу Реймсского собора в стиле поздней готики кипрскими королями из династии Лузиньянов. В туристических буклетах его называют «кипрским Реймсом». Собор был освящён в 1328 году и с тех пор использовался Лузиньянами для венчания на иерусалимский престол.
При осаде Фамагусты османскими войсками в 1571 году собор сильно пострадал от пушечного обстрела. Турки уничтожили фигуративное скульптурное убранство храма и обратили его в мечеть, которую стали именовать «магусской айя-Софией». Немалый урон сохранности здания наносили частые землетрясения.
В 1954 году переименован в мечеть Лала Мустафы-паши в честь военачальника, который командовал осадой Фамагусты в 1571 году.

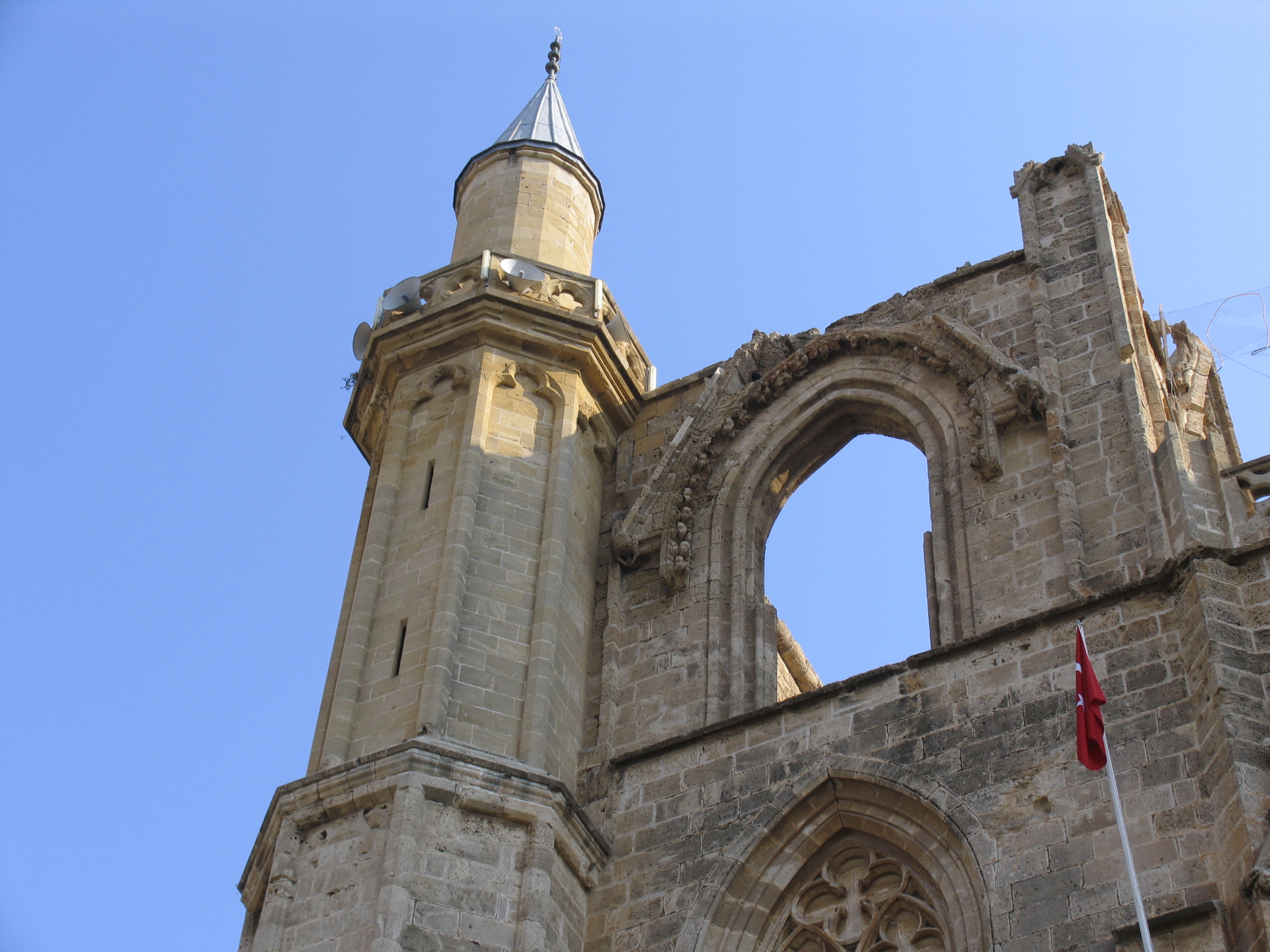
Минарет
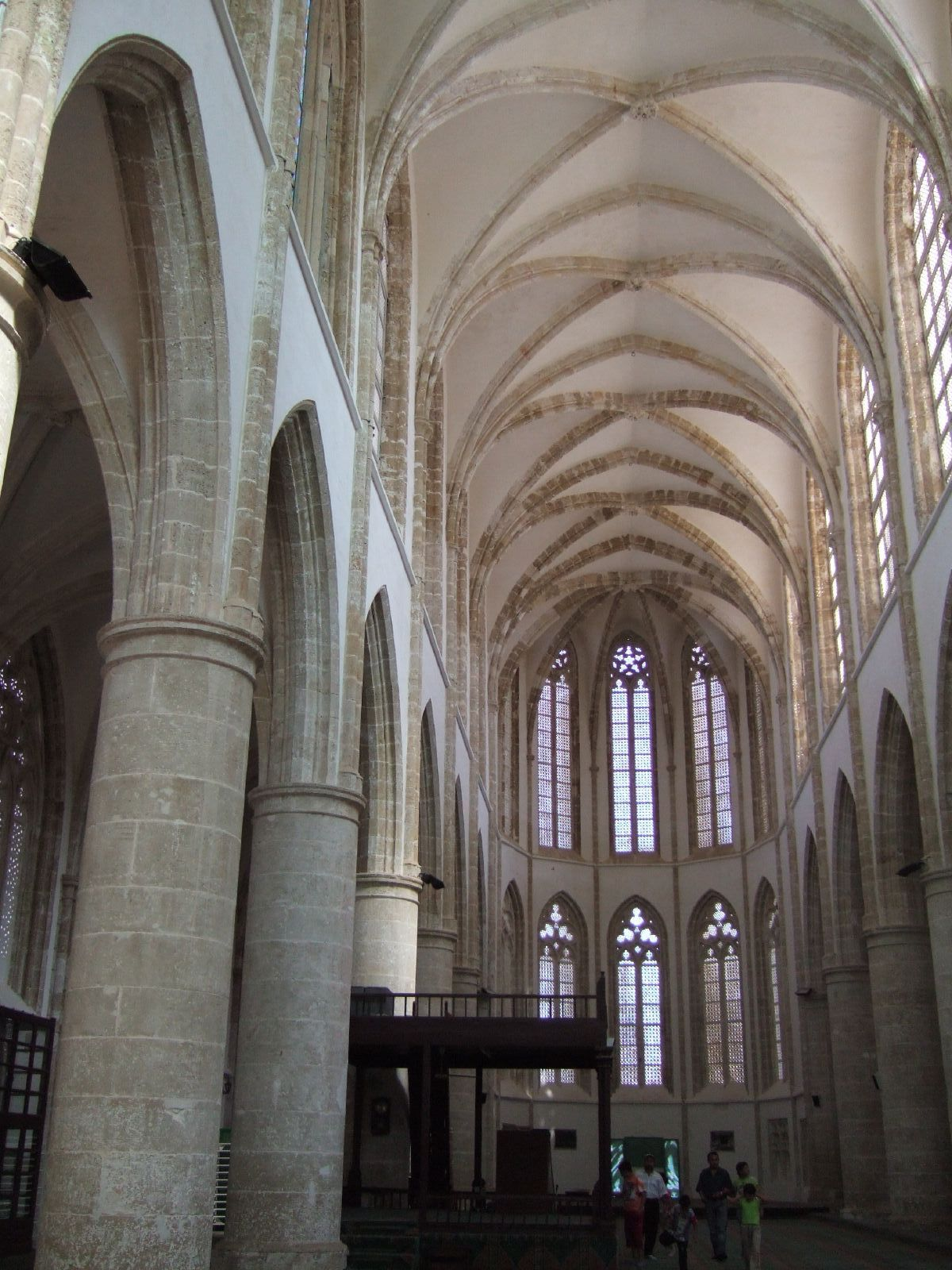
Внутри мечети
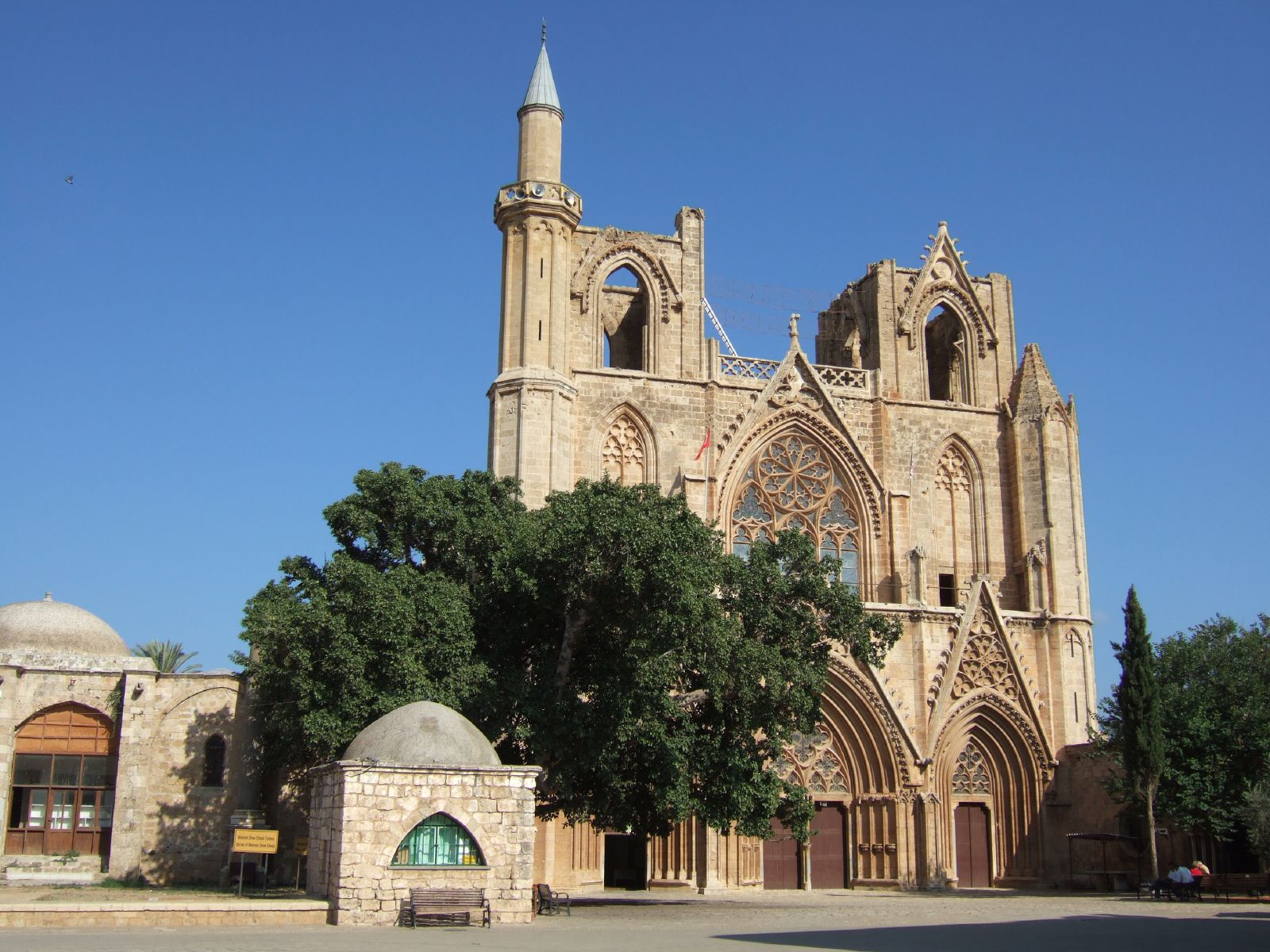
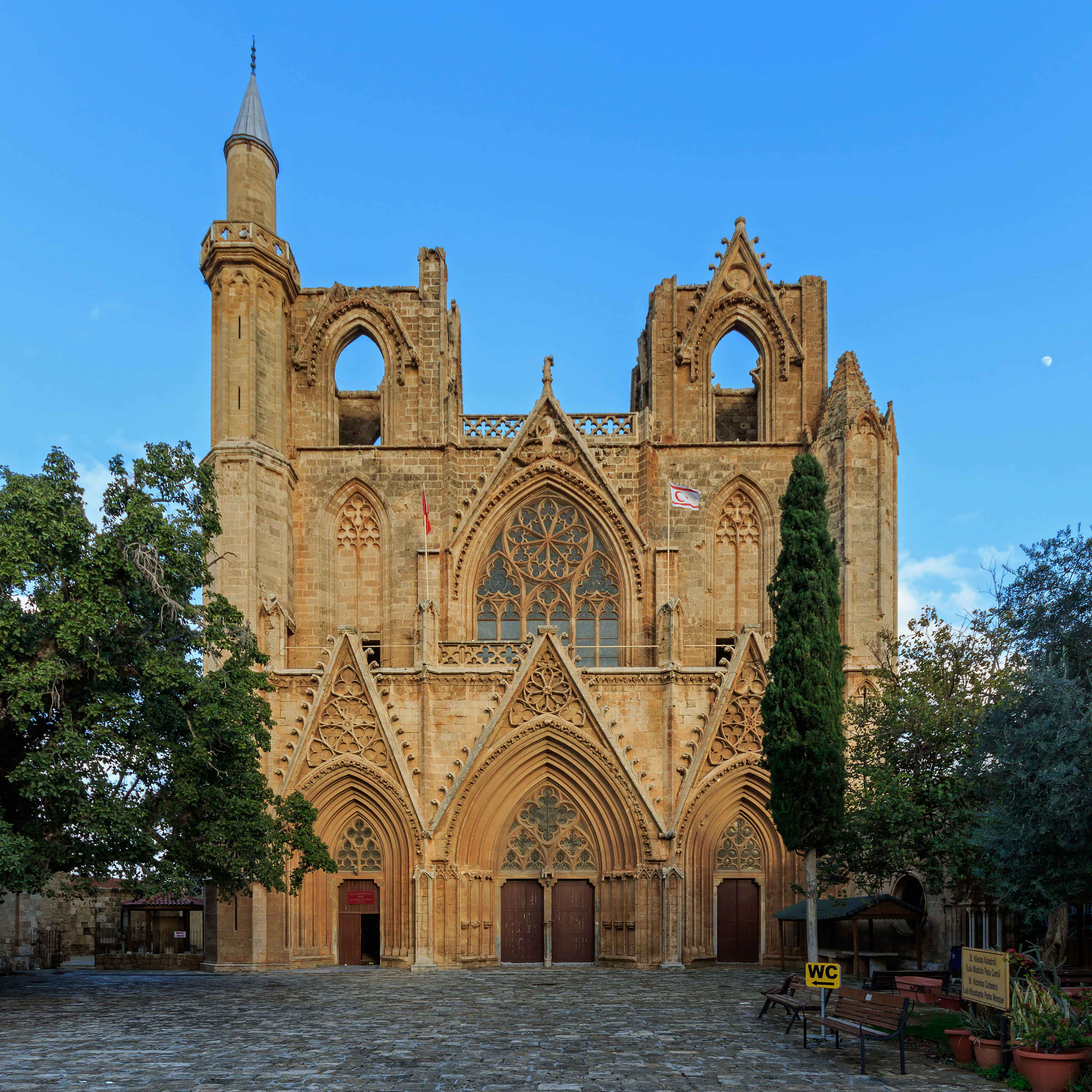
Центральный вход